# Bộ Bạch hoa

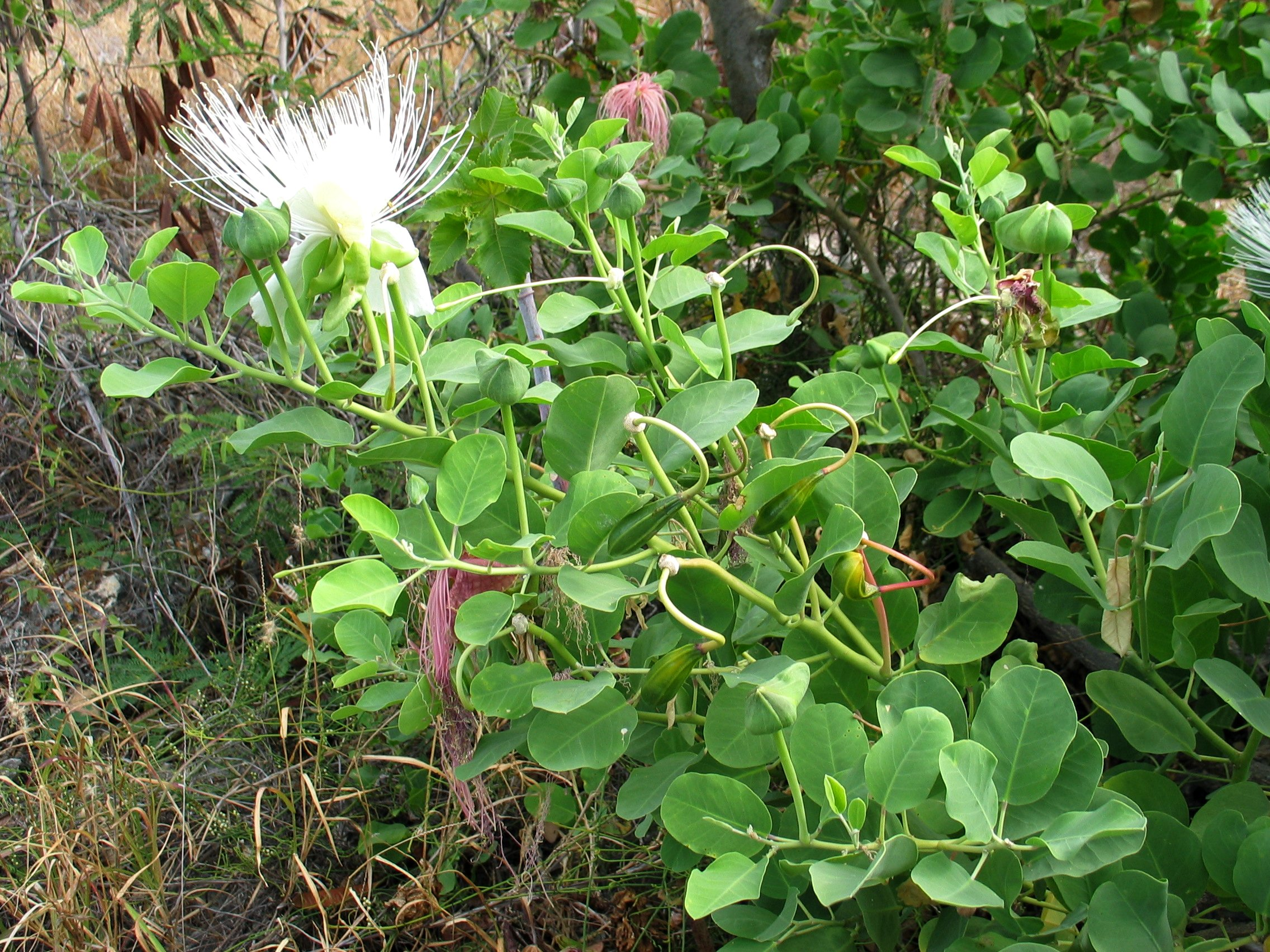
Capparis sandwichiana

Bộ Bạch hoa, bộ Cáp hay bộ Màn màn (danh pháp khoa học: Capparales) là một bộ thực vật có hoa. Nó được sử dụng trong hệ thống Cronquist cho một bộ trong phân lớp Sổ (Dilleniidae) cũng như trong hệ thống Kubitzki. Trong phiên bản năm 1981 của hệ thống Cronquist nó bao gồm:
- Bộ Capparales
Họ Tovariaceae
Họ Capparaceae
Họ Brassicaceae
Họ Moringaceae
Họ Resedaceae

Hệ thống APG II năm 2003 gộp tất cả các họ thực vật kể trên vào trong bộ Cải (Brassicales) mở rộng. Tuy nhiên, đối với các tên gọi cao hơn cấp họ thì nguyên lý ưu tiên không mang tính bắt buộc trong APG, vì thế có khác biệt trong hai tên gọi này. 